# Národní stadion (Tokio, 2019)

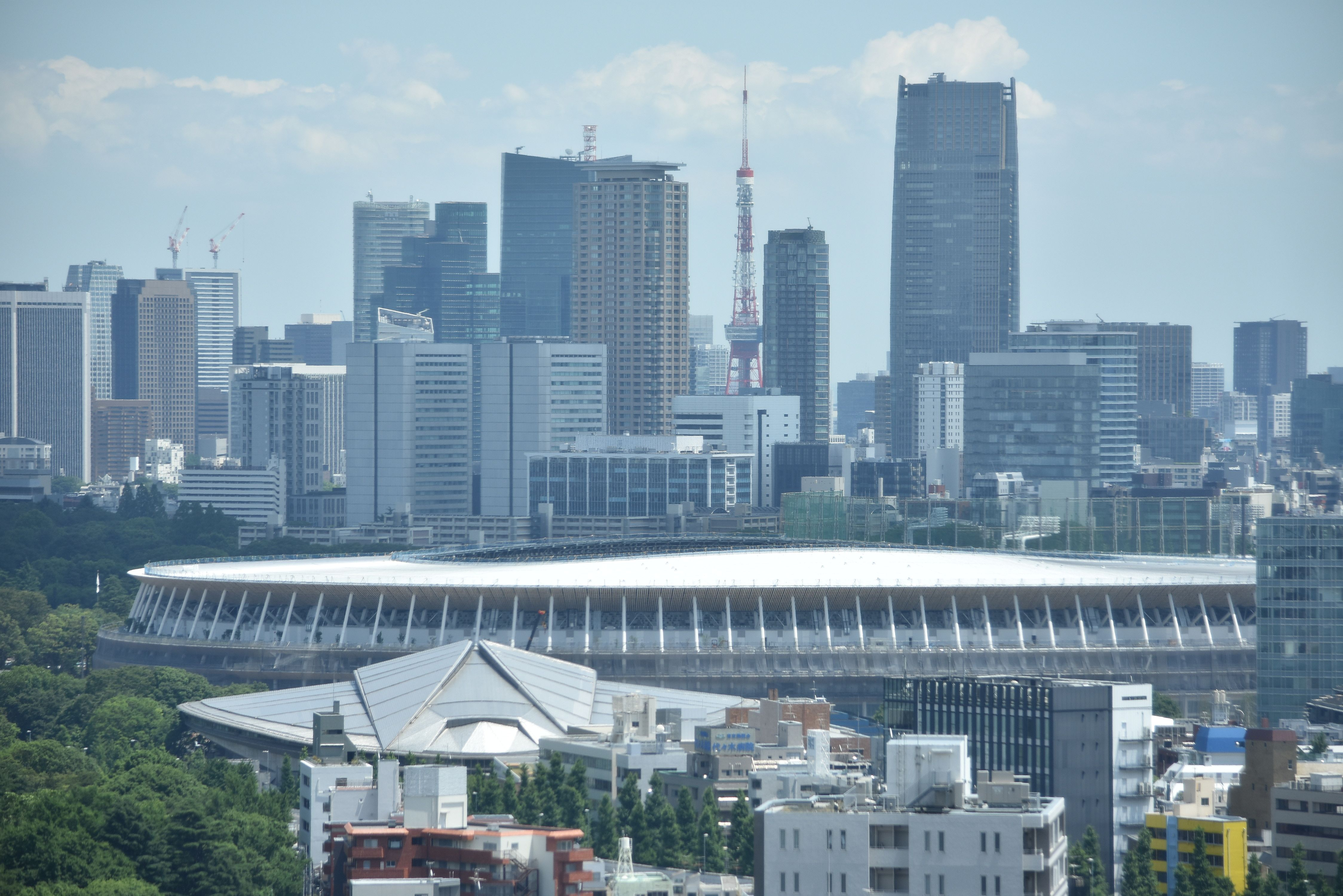
Stadion a centrum města v pozadí, 2019

Národní stadion (japonsky 国立競技場, Kokuricu kjógidžó), do prosince 2019 Nový národní stadion, je víceúčelový stadion sloužící zejména pro fotbal a atletiku ve čtvrti Šindžuku v Tokiu. Otevřen byl v listopadu 2019 na místě starého Olympijského stadionu a pojme 68 000 diváků. Během Letních olympijských her 2020 nesl název Olympijský stadion. Konaly se v něm oba slavnostní ceremoniály, atletické soutěže a finále fotbalového turnaje žen. Hlavním stadionem se stal také pro navazující Paralympijské hry 2020. Od roku 2020 v něm hrají domácí zápasy japonská fotbalová a ragbyová reprezentace.

## Historie
Poté, co Tokio předložilo svou nabídku na letní olympijské hry 2020, hovořilo se o možné rekonstrukci starého olympijského stadionu. Na stadionu se pro olympijské účely konaly slavnostní zahájení a zakončení, stejně jako závody v atletice a finále fotbalového turnaje žen.

### Prvotní návrh
V únoru 2012 bylo oznámeno, že starý stadion bude zbořen a postaven nový ve výši 1 miliardy amerických dolarů. V listopadu 2012 byly na základě návrhu architektky Zahy Hadid odhaleny vizualizace nového stadionu. Stadion byl následně v roce 2015 zbořen a dokončení nového byl naplánován na březen 2019.
Vzhledem k rozpočtovým omezením oznámila japonská vláda několik změn v designu Zahy Hadid v květnu 2015, včetně zrušení plánů na vybudování zatahovací střechy a převod některých trvalých sezení na dočasné sezení. Střecha nového stadionu byla obzvláště problematická z inženýrského hlediska, protože vyžadovala výstavbu dvou ocelových oblouků dlouhých 370 metrů. Oblast byla také snížena z 71 až na 52 akrů. Několik prominentních japonských architektů kritizovalo návrh Zahy Hadid. Dokonce i po konstrukčních změnách byla ceny stadionu odhadována na více než 300 miliard jenů, což by bylo více než u dvou předešlých olympijských stadionu. Japonská vláda v červnu 2015 dosáhla dohody s Taisei Corporation a Takenaka Corporation, dokončit stadion za celkové náklady ve výši přibližně 250 miliard jenů. Konečný souhlas plánů bylo udržování konstrukci ocelového oblouku a zároveň snížit trvalou kapacitu stadionu na 65 000 s dalšími 15 000 jednoduchých přechodných disponibilních sedadel, díky čemuž byla možná kapacita 80 000 míst pro fotbal a Mistrovství světa v ragby 2019.
Pro návrh Zahy Hadid se nepodařilo najít dodavatele.

### Změna požadavků
Japonský premiér 17. července 2015 Šinzó Abe oznámil, že plánuje postavit nový Olympijský stadión v Tokiu. Chtěl, aby vznikl projekt nového stadionu kvůli nespokojenosti veřejnosti. Důvodem byly příliš vysoké náklady na návrh ateliéru architektky Zahy Hadid. Původně se v novém stadionu mělo odehrávat už Mistrovství světa v ragby v roce 2019. Kvůli sporům o projektu a jeho celkovém zpoždění se nakonec Mistrovství světa v ragby odehrálo na stadionu Ajinomoto.
Dne 28. srpna 2015 vydala japonská vláda nové standardy pro rekonstrukci návrhu stadionu. Uvedla, že stadion by měl mít pevnou kapacitu 68 000 míst, přičemž by měla být rozšiřitelná až na 80 000 (pomocí jednoduchých přídavných sedadel nad atletickou dráhou). Vláda také zrušila požadavek zatahovací střechy. Místo toho byla vybrána stálá střecha, která bude postavena pouze nad diváckými tribunami. Z původních požadavků zmizelo také sportovní muzeum, chodník „v oblacích" či klimatizace. Dále došlo ke snížení požadavků na VIP sezení a parkoviště. Díky snížení nároků se snížila požadovaná plocha projektu o 13 %, zároveň bylo dosaženo nižší ceny a menších konstrukčních nároků.

### Nový návrh
Na podzim roku 2015 se uspořádala nová architektonická soutěž na nový návrh, ve kterém zvítězil japonský architekt Kengo Kuma. Ten byl schválen jako vítězný projekt nového stadionu a návrh byl odsouhlasen vládou.
Výstavba byla s celkovým zpožděním 14 měsíců zahájena v říjnu 2016. Trvala přes tři roky a byla dokončena v listopadu 2019. Na začátku roku 2020 se na stadionu konala fotbalová soutěž Císařský pohár, který vyhrál klub Vissel Kóbe. Od července do srpna 2021 se v něm konali Letní olympijské hry. Stadion byl určen jako dějiště zahajovacího a závěrečného ceremoniálu, fotbalového turnaje a atletických závodů. Od srpna do září zde následně proběhli Letní paralympijské hry 2020. Po olympiádě začala rekonstrukce stadionu, následně bude sloužit pro komerční akce.

## Galerie

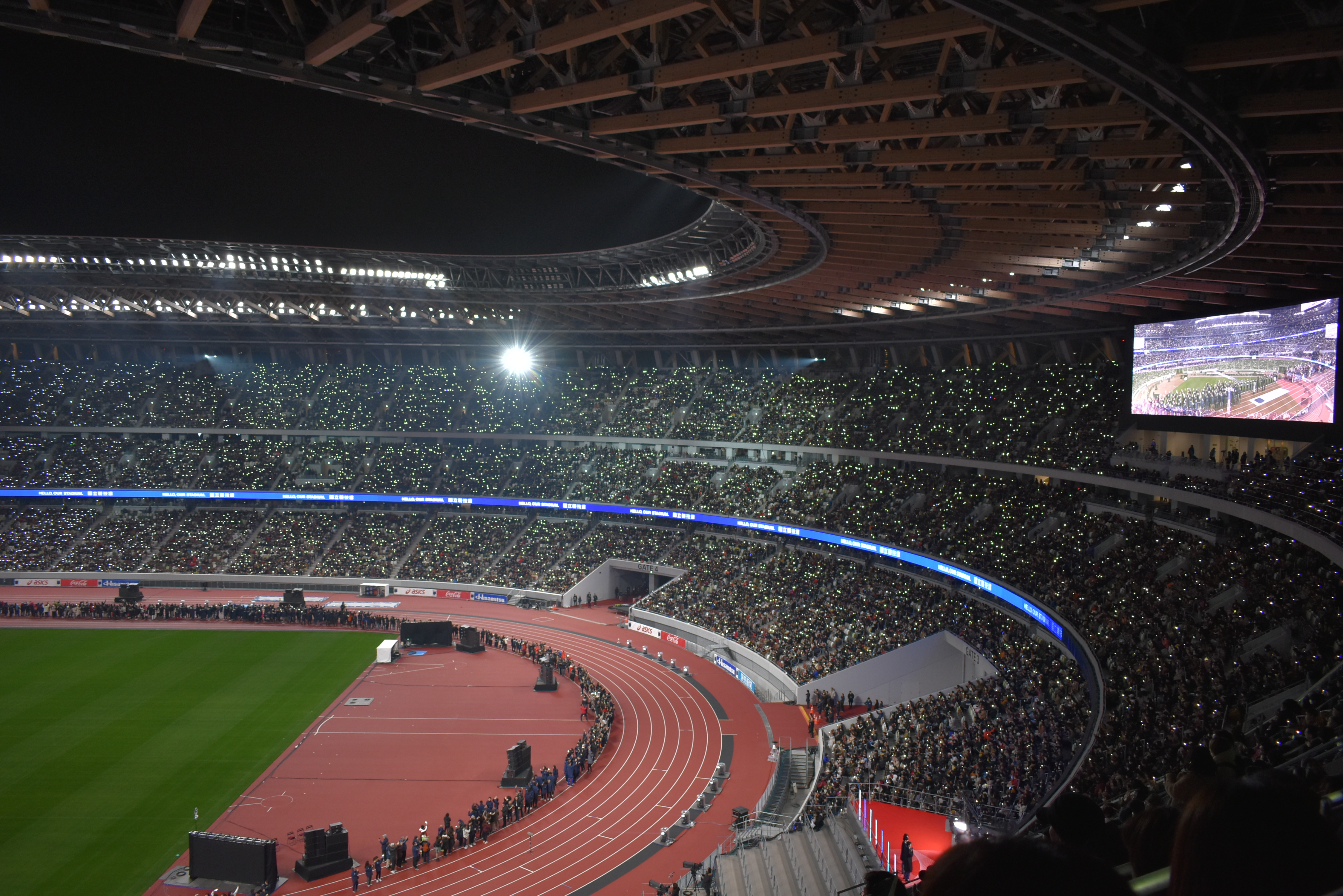
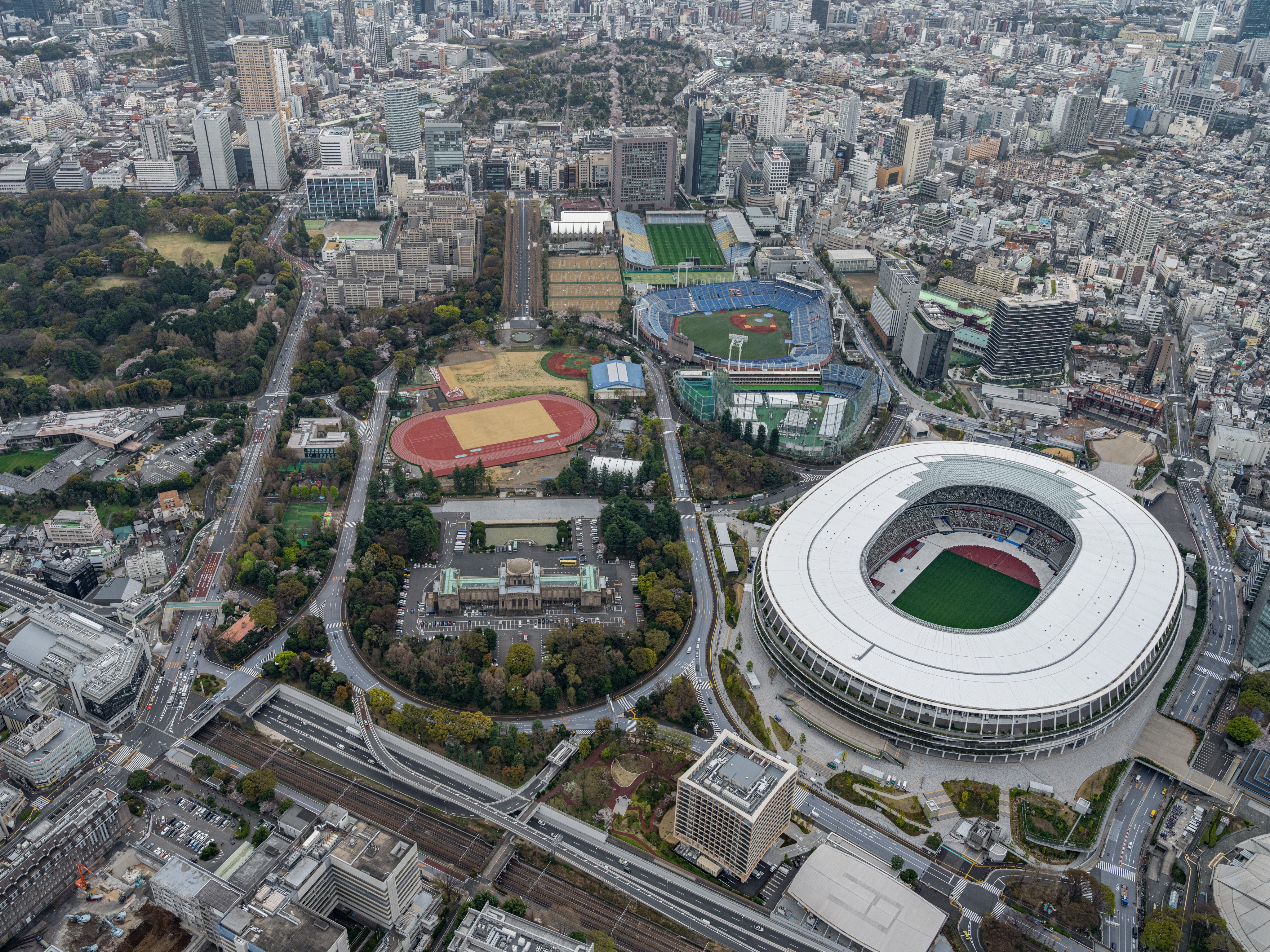
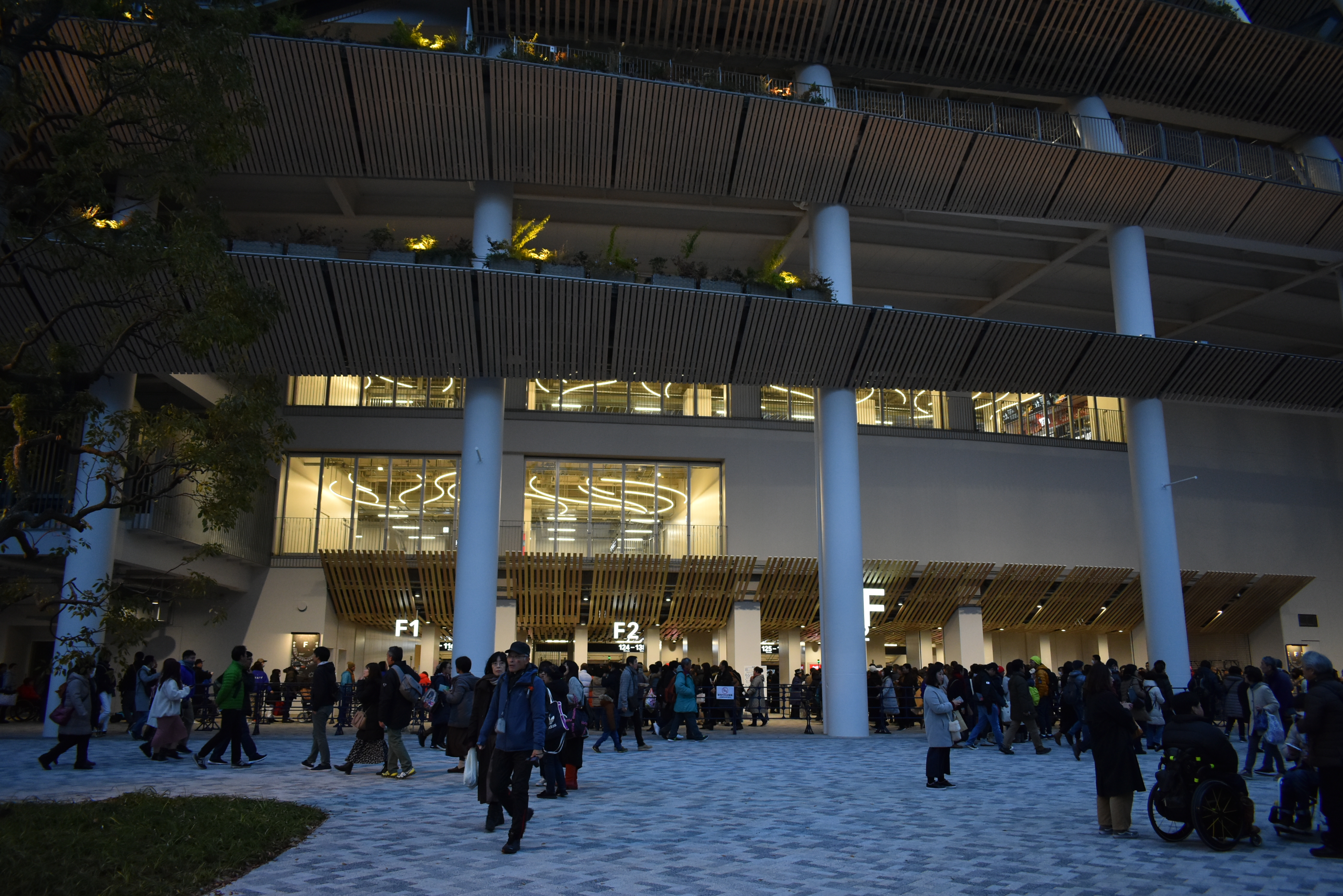
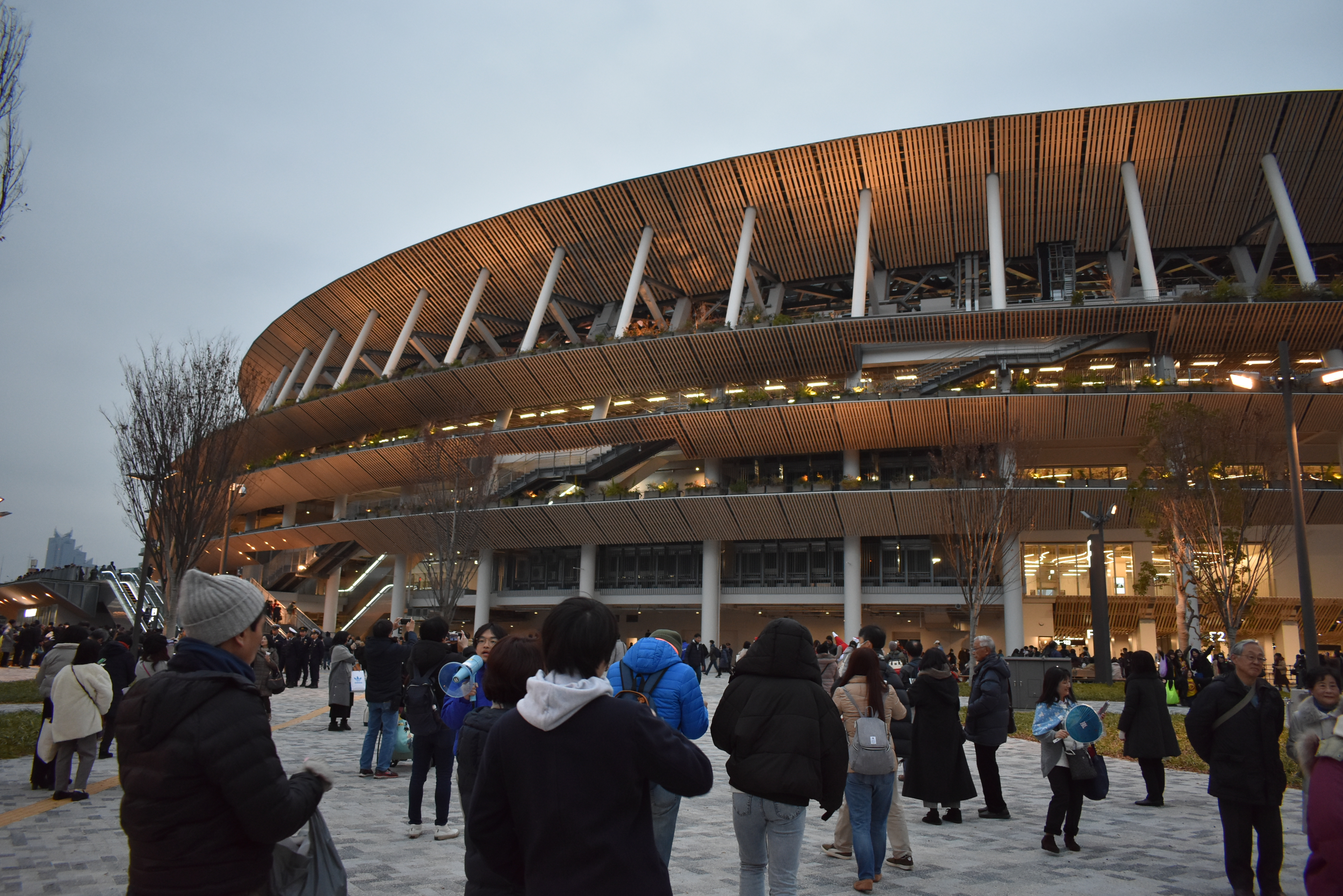
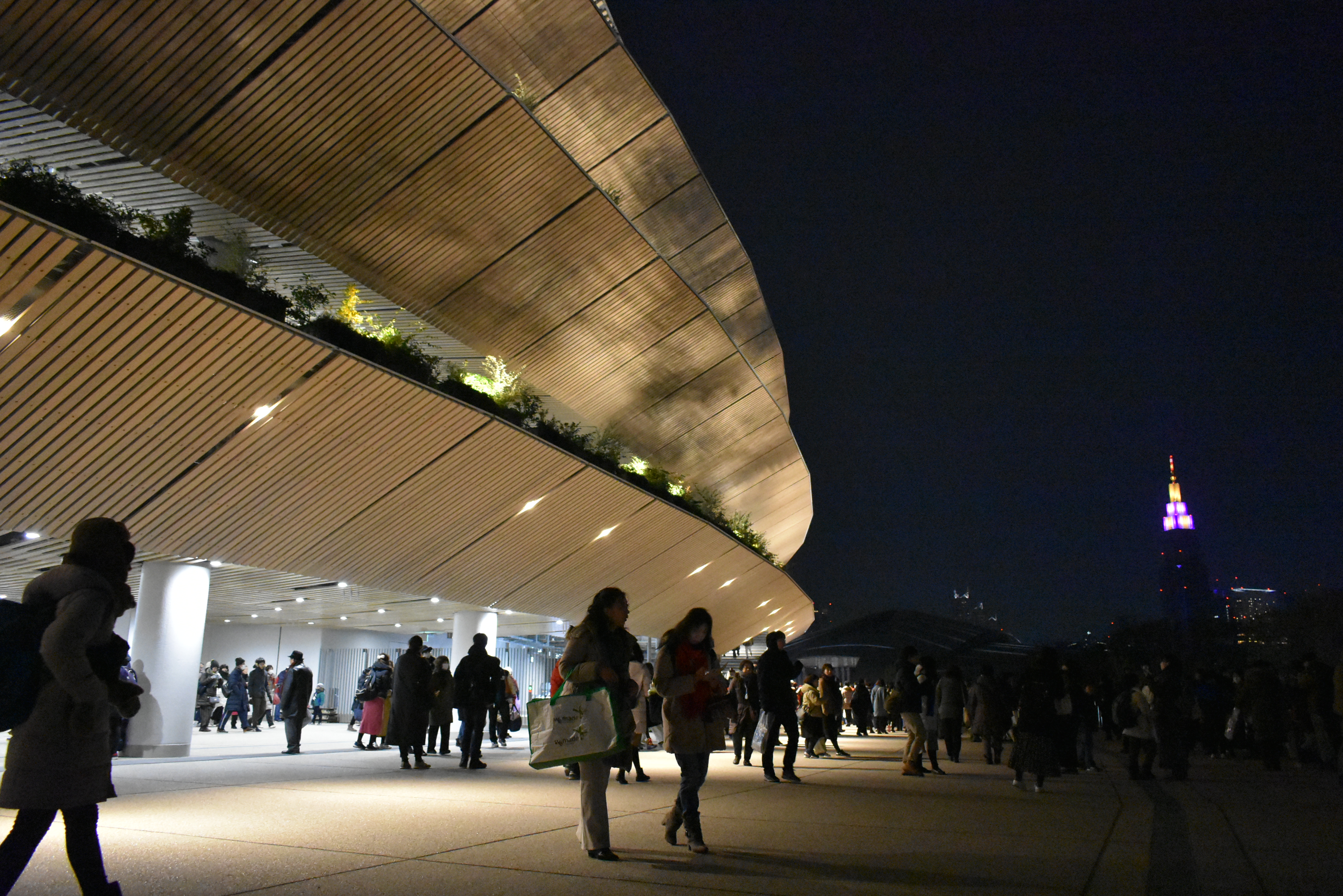